# Antonius Liber
Antonius Liber, eigentlich Anton Vrije oder Vrye, (* vor 1470 in Soest; † um 1507) war ein deutscher Humanist des 15. Jahrhunderts.

## Leben
Antonius Liber erhielt mit den späteren Humanisten Rudolf Agricola, Rudolf von Langen (Rodolphus Langius) und Alexander Hegius Unterricht in Groningen bei der Ordensgemeinschaft der Brüder vom gemeinsamen Leben (Kloster Aduard), studierte in Pavia (finanziert von den Klosterbrüdern in Aduard) und war Anfang der 1470er Jahre Lehrer an der Martinsschule und Notarius in Groningen, wo er auch seine Frau Bertha heiratete. Auf Einladung von Graf Moritz von Spiegelberg, der Propst in Emmerich am Rhein war, wurde er Leiter der dortigen Kapitelschule, aber aufgrund des Widerstands der übrigen Kanoniker gegen einen überzeugten Humanisten wie ihn wahrscheinlich 1473 entlassen (sein Nachfolger wurde Alexander Hegius). Er widmete sich in Köln humanistischen Studien (1475/76) und gab drei bei Johann Koelhoff gedruckte Werke zur Förderung der lateinischen Sprache heraus (Aurora grammatices (eine Grammatik), Schriften von Tito Livio Frulovisi, in denen nur ein Epigramm von ihm stammt, und eine Briefsammlung Familiarum epistolarum compendium für Studienzwecke), die er auf einer anschließenden Reise durch Deutschland und dessen Nachbarländer vertreiben wollte. Aufgrund von Kriegszügen von Karl dem Kühnen von Burgund brach er die Reise, die ihn nach Süddeutschland führen sollte, bei Koblenz ab. Er war später wieder Lehrer in den Niederlanden: 1482 ist er Notarius in Kampen und wird dort von Rudolf Agricola besucht. Er blieb dort bis 1499, war dann Lehrer in Amsterdam und in Alkmaar bis zu seinem Tod um 1507. Crecelius zufolge wurde er in den Niederlanden mit ähnlichen Problemen wie zuvor schon in Emmerich konfrontiert. Der Widerstand, der dem überzeugten Humanisten auch hier entgegenschlug, verhinderte eine dauerhafte Anstellung.
Neben den erwähnten Werken hinterließ er vier kurze Gedichte und einen Kommentar zu einer Hymne des Prudentius. Er war Beiträger im lateinisch-deutschen Sachvokabular Gemma gemmarum vocabularius.